# Lunar: The Silver Star
Lunar: The Silver Star est un jeu vidéo de rôle sorti le 26 juin 1992 au Japon et le 1er décembre 1993 aux États-Unis sur Mega-CD. Le jeu a été développé par Studio Alex et édité par Game Arts. Il a connu une suite portant le nom Lunar: Eternal Blue, également sur Mega-CD.
Lunar: the Silver Star est réédité de nombreuses fois, sur différents supports, et sous des différents titres. L'histoire du jeu est également conçue sous la forme d'une tétralogie écrite par le scénariste du jeu, Kei Shigema, dont seul le premier volume est traduit en anglais.

## Synopsis
Dans le petit village de Burg, Alex, un jeune paysan, rêve de partir à l'aventure à travers le vaste monde de Lunar. Son ami d'enfance Ramus lui propose un beau jour de l'accompagner dans une grotte située à proximité du village pour trouver un diamant de dragon, pierre rare et convoitée. Rejoints par l'éternel compagnon d'Alex, Nall, et la jolie Luna, les quatre protagonistes se lancent à la recherche de la fameuse grotte, sans se douter que ce n'est que le début d'une grande aventure...

## Système de jeu
Lunar: The Silver Star est un jeu vidéo de rôle dans lequel le joueur évolue dans des environnements en 2D représentant des villes, des forêts, ou des montagnes, et dans lesquels il peut interagir avec des personnages non-joueurs (discussion, achat et vente d'objets) ou des objets (statues, coffres contenant des objets indispensables ou non à l'avancée du scénario). Il peut également, dans certains endroits, entrer aléatoirement en contact avec un monstre.
Dans ce dernier cas, l'interface passe en mode combat : les personnages contrôlés par le joueur se placent selon une formation prédéfinie, face aux créatures ennemies. Le joueur peut dès alors choisir de fuir ou de combattre. Les combats se déroulent au tour par tour. Le joueur choisit pour chacun de ses personnages une action à effectuer (attaquer au corps à corps, lancer un sort, utiliser un objet, se déplacer sur le terrain), et une fois le tour lancé, tous les participants effectuent leur action selon leur rapidité (les plus rapides jouent en premier, ceux qui le sont moins suivent, etc.), monstres et alliés confondus. Les personnages ne peuvent attaquer un ennemi que s'ils sont suffisamment proches de lui, et peuvent battre en retraite vers l'arrière du terrain sans quitter la bataille.
Le combat se termine lorsque tous les participants d'un camp ont déserté le terrain, ou sont tous morts. Si c'est le groupe du joueur qui remporte la bataille, des points d'expérience sont alors attribués aux participants. Le jeu repasse ensuite en interface de déplacement.

### Système de points de compétence
Chaque personnage possède plus ou moins de points dans certaines catégories de compétence, selon son expérience.
- Niveau : le niveau actuel du personnage, que celui-ci atteint lorsqu'il a gagné suffisamment d'expérience. Chaque niveau augmente d'un nombre de points dépendant de chaque personnage les compétences ci-dessous.
- HP : correspond à l'état du personnage. Chaque attaque d'un ennemi retire au personnage visé une partie de ses points, selon sa puissance. Lorsqu'un personnage ne possède plus de HP, il s'effondre et ne peut plus combattre jusqu'à la fin de la bataille à moins d'être ressuscité à l'aide d'un sort ou d'un objet
- MP : réserve de points servant à lancer des sorts. Chaque sort a un coût déterminé de points, et chaque sort lancé retranche autant de ces points du total du personnage. Lorsque celui-ci ne possède plus assez de MP pour tel sort, il ne peut pas lancer ce sort.
- Défense : correspond à la capacité de défense du personnage.
- Agilité : correspond à la vitesse du personnage, et détermine l'ordre d'action des personnages en combat
- Sagesse : plus un personnage est sage, plus ses sorts sont efficaces
- Endurance à la magie : plus un personnage est endurant à la magie, moins il sera affecté par les sorts des ennemis
- Nombre d'attaques : nombres d'attaques au corps à corps qu'un personnage peut perpétrer en un tour
- Portée : distance qu'un personnage peut parcourir en un tour
- Chance : probabilité de perpétrer un coup critique à un ennemi, ou d'éviter une attaque

Ces points peuvent être augmentés par des objets spéciaux (armures, armes, équipements divers) récoltés ou achetés au fur et à mesure de l'aventure.

## Autres éditions
Une autre édition du jeu est parue sous le nom de Lunar: Silver Star Story au Japon, d'abord le 4 juillet 1996 sur Saturn, puis le 28 mai 1998 sur PlayStation. Cette fois, le jeu a été développé par Game Arts et publié par Kadokawa Shoten. La version PlayStation est localisée aux États-Unis par Working Designs, agrémentée de plusieurs ajouts, elle est publiée le 28 mai 1998. Cette version prend le nom de Lunar: Silver Star Story Complete.
Une version sur PC est également sortie au Japon en 1999. Cette version est traduite en coréen. Elle propose notamment une qualité de graphismes nettement supérieure à celle des versions parues sur Saturn et PlayStation. La version Silver Star Story est l'édition qui connait le plus grand succès de tous les jeux de la série Lunar. À l'occasion de sa sortie, de nombreux produits dérivés voient le jour, allant de montres représentant les différents personnages de la série, à des tapis de souris. Ces produits sont désormais rares, et de nombreux fans les collectionnent.
Le 12 novembre 2009, GungHo Works publie au Japon une nouvelle édition de TSS sous le titre Lunar: Harmony of Silver Star, développée pour la PlayStation Portable par Game Arts. Elle est traduite et publiée dans sa version américaine en mars 2011 par Xseed Games, sous le nom de Lunar: Silver Star Harmony..
Le 20 septembre 2012 parait aux États-Unis une version sur iOS de Silver Star Story, nommée Silver Star Story Touch !.